# Datooga (Sprache)
Datooga ist eine südnilotische (nilosaharanische) Sprache, die von ca. 88.000 Menschen in Tansania gesprochen wird. Die Sprecher werden ebenfalls Datooga genannt. Die Dialekte des Datooga unterscheiden sich teilweise so stark, dass die gegenseitige Verständigung schwierig ist.

## Sprachliche Charakteristik
Es handelt sich um eine Tonsprache mit der Grundwortstellung Verb-Subjekt-Objekt.